# Станнид платины
Станнид платины — бинарное интерметаллическое неорганическое соединение
платины и олова
с формулой PtSn,
кристаллы.

## Получение
- В природе встречается минерал нигглиит — PtSn с примесями Pd, Sb, Bi, Te[1].
- Сплавление стехиометрических количеств чистых веществ:

{\displaystyle {\mathsf {Pt+Sn\ {\xrightarrow {1305^{o}C}}\ PtSn}}}

## Физические свойства
Станнид платины образует кристаллы
гексагональной сингонии,
пространственная группа P 63/mmc,
параметры ячейки a = 0,4103 нм, c = 0,5437 нм, Z = 2,
структура типа арсенида никеля NiAs
.
Соединение конгруэнтно плавится при температуре 1305°C .